# Zdena Salivarová
Zdena Salivarová (Praga, 21 de octubre de 1933) es una escritora y traductora checa residente en Canadá. Pasó gran parte de su vida en Canadá. Ella y su esposo eran partidarios de los escritores disidentes checos antes de la caída del comunismo en ese país.

## Trayectoria
Nació en Praga y estudió guion en la Academia de Artes Escénicas de Praga.
Durante la década de 1960, trabajó como cantante y actriz. En 1968 publicó la colección de relatos Pánská jízda. Tras la invasión de Checoslovaquia por el Pacto de Varsovia, Salivarová y su esposo, el escritor y editor Josef Škvorecký, huyeron a Canadá.
Llegó a Toronto en 1969 con su marido Josef Škvorecký tras la invasión soviética de Checoslovaquia.
En 1971, fundaron la editorial 68 Publishers, que durante los 20 años siguientes publicó libros checos y eslovacos prohibidos. El sello se convirtió en un importante portavoz de escritores disidentes como Václav Havel, Milan Kundera y Ludvík Vaculík, entre muchos otros. Hasta 1993, año en el que Skvorecký decidió cerrar la editorial, ya se habían publicado 238 títulos.
Salivarová y su marido escribieron Samožerbuch (1977) sobre la historia de la editorial.

## Reconocimientos
En 1976 recibió el premio Egon Hostovský. En 1990, el presidente de la Checoslovaquia poscomunista, Václav Havel, les concedió la Orden del León Blanco por su contribución a la crítica literariay por su labor de promoción de la literatura checa. El rector de la Universidad de Moscú, presentó una propuesta para concederle Medalla de Oro que se le entregó el 7 de junio de 1990.

## Obras seleccionadas[2]
- Honzlová (Verano en Praga), novela (1972)
- Nebe, peklo, ráj (Cenizas, cenizas, todos caen), novela (1976)

## Filmografía
- 1969 El fin de un cura - Anna
- 1967 Música popular
- 1966 Un reportaje sobre la fiesta y los invitados